# NGC 1723
NGC 1723 (również PGC 16493) – galaktyka spiralna z poprzeczką (SBa/P), znajdująca się w gwiazdozbiorze Erydanu. Odkrył ją Ernst Wilhelm Leberecht Tempel 12 stycznia 1882 roku.